# Feuerwehrgebäude (Gliwice)

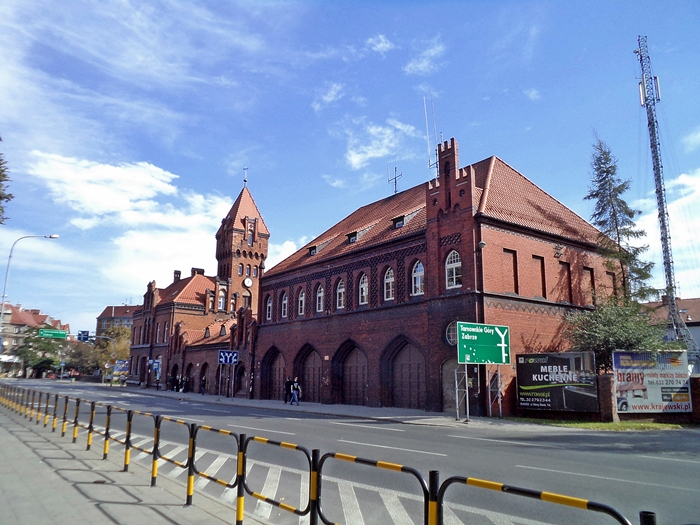
Blick auf das Feuerwehrhaus

Das Feuerwehrhaus ist ein neogotisches Bauwerk in Gliwice (Gleiwitz), an den Straßen ul. Wrocławska (Breslauer Straße), ul. Kaszubska und ul. Akademicka (ehem. Kattowitzer Allee). Es ist denkmalgeschützt.

## Geschichte und Architektur
Das historistische Backsteingebäude mit fünfgeschossigem Schlauchturm mit Walmdach entstand in den Jahren 1891 bis 1901 nach einem Entwurf des damaligen Gleiwitzer Stadtbaurates Adalbert Kelm und wurde von seinem Amtsnachfolger Otto Kranz weiter ausgebaut. Zu dem Gebäudekomplex gehören neben dem Hauptgebäude die Garagen, der Wagenraum und Verbindungsgebäude.